# 旭姬

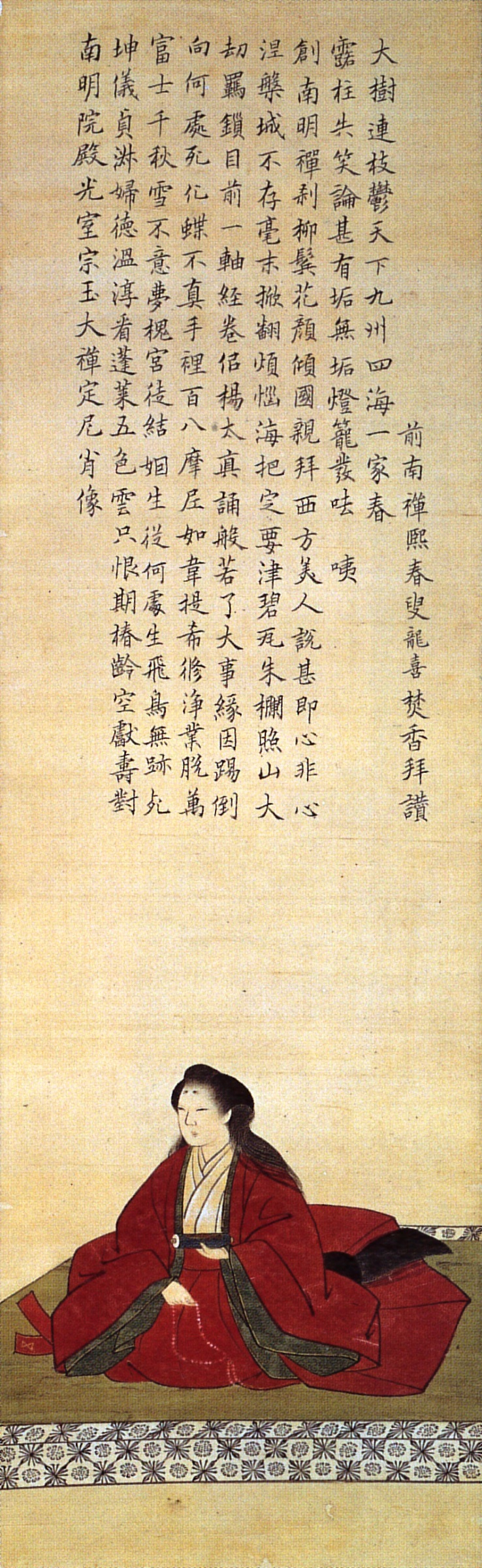
朝日姫像（南明院藏）

旭姬（日语：／ Asahihime，1543年—1590年2月18日），又名朝日姬，是豐臣秀吉同母異父的妹妹。父親是竹阿彌，母親是大政所（阿仲），竹阿彌和阿仲互相是雙方的再婚對象。異父的兄姐為阿智（瑞龍院）和豐臣秀吉，同父的兄長是豐臣秀長。不過也有人說，旭姬的父親是阿仲的前任丈夫木下彌右衛門(即與豐臣秀吉同父同母)。

## 生涯

### 兩次婚姻
旭姬的前半生不明，只知道旭姬最初是嫁給尾張國的農夫。之後，旭姬的兄長秀吉赐给旭姬的丈夫“佐治日向守”的名称，可是後來在旭姬兄長秀吉的長濱城時期時，日向守自盡，旭姬因此恢復單身。後來，旭姬又嫁給了秀吉的家臣，副田吉成（甚兵衛），夫妻之間的關係十分良好。
天正十三年（1585年），小牧長久手之戰後，秀吉和其政敵德川家康議和。而秀吉為了牽制家康，並讓家康向自己稱臣，決定將中年的旭姬嫁給家康做繼室。
家康曾經有一個正室，名叫瀨名姬（築山殿），但這位賴名姬在六年前的天正七年（1579年）已經去世。家康雖有許多名側室，卻一直沒有正式的迎娶繼室。當秀吉提出要將旭姬嫁給家康時，家康提出「若將來旭姬有了子嗣，不得讓其子成為德川家繼承人」的要求，而秀吉也同意了。
於是，旭姬奉秀吉的命，與多年關係和睦的丈夫離婚。另外，秀吉為了讓兩人離婚，於是向吉成提出「與旭姬離婚，就增加你五萬石的封地」。雖然吉成和旭姬離了婚，但他卻拒絕了五萬石的封地，並且在離婚後出家隱居山林，號陰齋。天正十四年（1586年）二月，四十四歲的旭姬嫁給四十五歲的家康，成為德川家康的繼室。
　

### 家康繼室
旭姬後來住在家康的居城濱松城，被稱為駿河御前。天正十六年（1588年）六月，旭姬的母親大政所生病，旭姬於是上洛照顧母親，並暫居在聚樂第。二個月後大政所痊癒了，但旭姬並沒有回到濱松城。
天正十八年（1590年）正月十四日，四十八歲的旭姬在聚樂第病故。
旭姬的墓在京都的東福寺。法名南明院。同時，家康也在駿府的瑞龍院建造了供養塔，同年八月，進攻小田原（小田原之戰）後，借宿駿府的秀吉，也曾弔謁旭姬。

## 登場作品
影視劇
- 大阪城的女人（1970年、富士電視台、演：櫻町弘子）
- 新書太閤記（1973年、NET（現朝日電視台）、演：岡田可愛）
- 關原（1981年、TBS、演：三戸部スエ）
- 女太閤記（1981年、NHK大河劇、演：泉平子）
- 德川家康（1983年、NHK大河劇、演：岩本多代）
- 獨眼龍政宗（1987年、NHK大河劇、演：野川由美子）
- 秀吉（1996年、NHK大河劇、演：細川直美）
- 功名十字路（2006年、NHK大河劇、演：松本明子）
- 寧寧：女太閤記（2009年、東京電視台、演：田畑智子）
- 江～公主們的戰國～（2011年、NHK大河劇、演：廣岡由里子）
- 真田丸（2016年、NHK大河劇、演：清水美智子）
- 怎麼辦家康（2023年、NHK大河劇、演：山田真歩）